# Israele e la bomba
Israele e la bomba è un documentario del 2012 diretto da Dirk Pohlmann e basato sulla storia della bomba atomica di Israele.